# Лепихина
Лепихина — деревня в Пышминском городском округе Свердловской области России.

## Географическое положение
Деревня расположена в 16 километрах (по автотрассе в 18 километрах) к югу от посёлка Пышма, на левом берегу реки Дерней (правого притока реки Пышмы), напротив устья реки Ямандай. На противоположном берегу Дернея находятся село Тупицыно и деревня Смирнова, разделённые руслом Ямандая.

## Население
| 2002 | 2010 | 2021 |
| ---- | ---- | ---- |
| 11   | ↘9   | ↘2   |